# Elecciones seccionales de Ecuador de 2002
Las elecciones seccionales de Ecuador de 2002 se realizaron el 20 de octubre de 2002 para renovar los cargos de 67 consejeros provinciales y 677 concejales cantonales para el periodo 2003-2007. Se llevaron a cabo de forma simultánea a las elecciones legislativas y presidenciales del mismo año.